# Nevera de Quatre Camins (Vilamalur)
La Nevera Quatre Camins, és un dipòsit de neu situat en el vessant nord-est de la zona coneguda com a Mas de Taire, al terme de Vilamalur, al País Valencià.
Està catalogada com Bé de Rellevància Local, amb la categoria d'Espai etnològic d'interès local, segons la Disposició Addicional Cinquena de la Llei 5/2007, de 9 de febrer, de la Generalitat, de modificació de la Llei 4/1998, d'11 de juny, del Patrimoni Cultural Valencià (DOCV Núm. 5.449 / 13/02/2007).

## Història
Els dipòsits de neu sorgeixen de la necessitat de comptar amb gel, en una època en la qual encara no es disposava de la tecnologia apropiada per obtenir-ho de manera artificial. És així, com els llocs alts, en els quals abunda la nou es van convertir a les zones més adequades per construir grans dipòsits destinats a mantenir la neu com més temps possible millor i poder disposar d'ella quan fos més necessària, a més de poder comerciar amb ella, ja que el preu de la neu era elevat en aquells llocs en els quals no es podia obtenir de manera natural.
La nevera data, aproximadament, del segle xvii, moment en el qual el comerç de la neu estava en auge en la Península, la qual cosa va portar a la creació d'una autèntica xarxa de dipòsits d'emmagatzematge que fins i tot podien presentar servituds.
Aquesta gelera pot documentar-se almenys des de la publicació del Diccionari de Madoz, amb el nom de “Nevera d'Onda”.
Quan a la fi del XIX i principis del XX, arriba al nostre país, tant el gel artificial, com la tecnologia necessària per a la seva fabricació, l'ús d'aquestes neveres desapareix.

## Descripció
L'accés a la nevera es fa des de la carretera que uneix les poblacions de Matet i Vilamalur, cal prendre un desviament en el serral intermedi i seguir per una pista en adreça sud-est. Una vegada s'arriba a l'encreuament de Quatre Camins cal continuar adreça aquest fins a arribar a un serral que se situa entre dues cotes secundàries de 900 metres que constitueixen part de la capçalera del Barranc Tajo.
La nevera és un dipòsit de planta circular amb un diàmetre exterior d'11 metres de costat. Es troba pràcticament submergit en el terreny, presentant tan sols a la zona sud-oest un petit sector exempt, que es fa de major altura a la zona nord-est.
Els murs, de fàbrica de paderat, amb materials llaurats a una sola cara, de pedra calcària i morter, utilitzant per a la construcció dels mateixos la tècnica de farciment de tapial (el tapial és l'encofrat propi de la tapiería, que al seu torn és la fàbrica elaborada in situ, sobretot per aixecar murs, consistent en un o diversos materials adequats que s'aboquen i compacten ordenadamente a l'interior d'un encofrat).
Interiorment el seu diàmetre és de 9,6 metres i la profunditat a la qual arriba és de 10,60 metres, la qual cosa permet un emmagatzematge d'uns 800 metres cúbics de neu.
La coberta, avui desapareguda, estava recolzada sobre uns grans i paral·lels arcs (de secció rebaixada, presentaven 8 carreus en les dovelles centrals), dels quals un d'ells està derruït; es poden apreciar tan sols les obertures en què se situaven els estreps (els estreps de l'arc que es conserva estan a 4,30 metres sobre l'actual nivell del fons del pou, que no té per què ser el mateix que quan estava en ús), dels murs.
Per les restes que queden, se suposa que la coberta estava recolzada, mitjançant diafragmes fets de paderat, sobre els arcs esmentats anteriorment, i tot això havia d'estar cobert de teules, la qual cosa queda reforçat per l'existència de numerables restes d'aquest material que es troben al voltant de la nevera.
Per poder accedir a l'interior del dipòsit existien diverses portes. Pot observar-se una porta situada al sud, que situada arran del vessant, es conserva en mal estat, potser per la deterioració produïda pel temps i l'arrossegament de les pluges que ha afectat l'estat de conservació dels murs. Per la seva banda hi ha un altre accés a la zona nord, al que s'arriba a través d'una trinxera construïda al voltant de la gelera. Aquesta porta nord, de secció abocinada, amb un arc, sobre la qual es pot veure un tronc que travessa el mur i sobresurt a l'interior, d'on es penjava la corriola amb la qual s'extreia la neu; està a uns 3,30 metres d'altura respecte al nivell actual del fons, al que es pot accedir utilitzant com a baixant els fragments de roca desplaçats pel corrent o pels agents atmosfèrics que s'han dipositat, donat origen a un pendent.